# Arte Joven: se publicará los domingos
La publicació Arte Joven: se publicará los domingos va ser una revista de caràcter cultural i literari de difusió del regeneracionisme, moviment intel·lectual que va sorgir a Espanya a finals del segle XIX i principis del segle XX amb la finalitat de renovar el país.

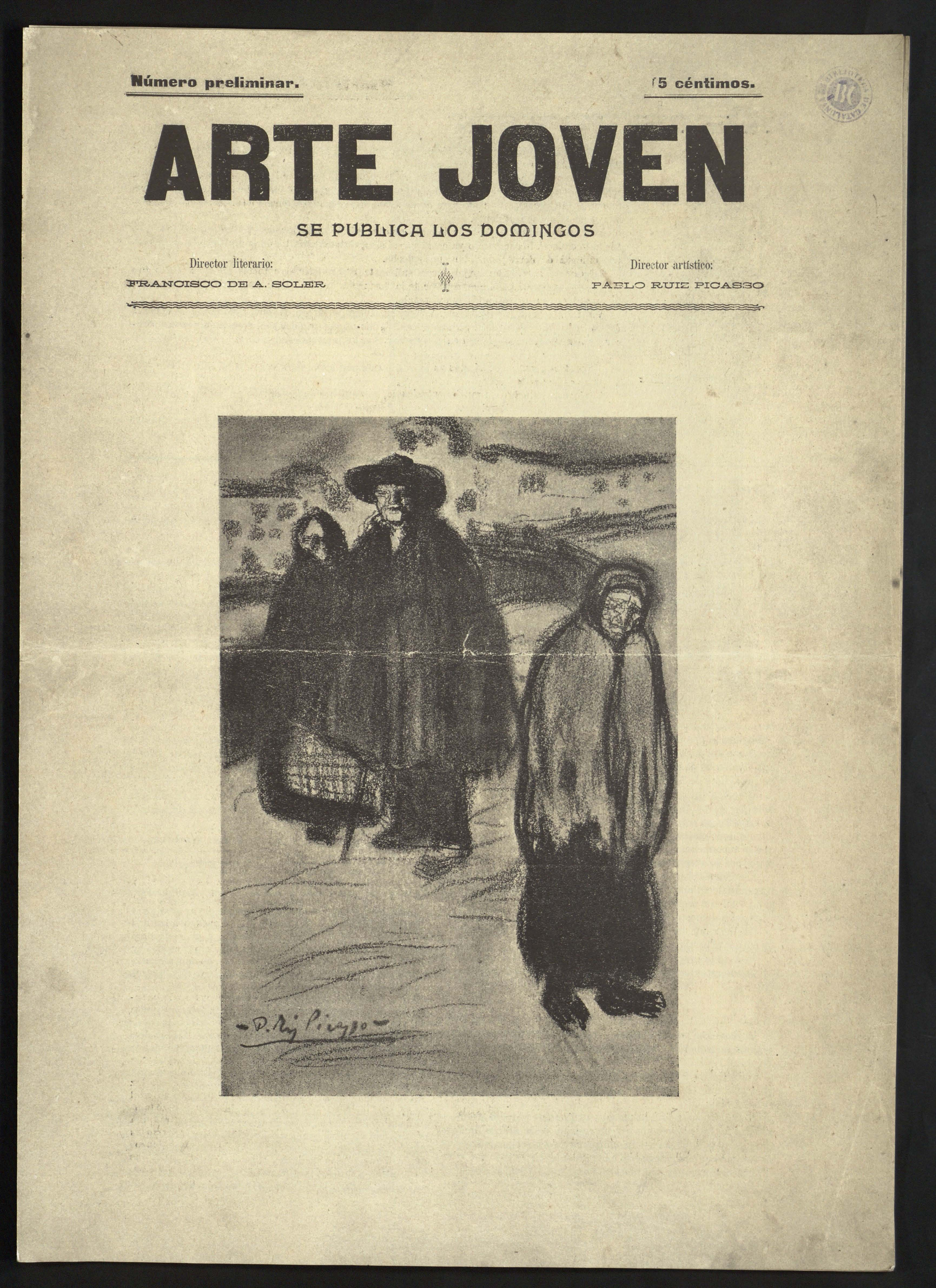
Capçalera del No.0 Preliminar, realitzada per Picasso (10 de març del 1901).

## Inici
La revista va ser fundada pel pintor Pablo Ruiz Picasso i l'escriptor Francesc de Assís Soler l'any 1901 al carrer Zurbano (Madrid), la qual va seguir la mateixa línia d'altres revistes catalanes antecessores com Jugend (1896), 4 Gats (1898) i Pèl & Ploma (1899). Amb el mateix model directiu de la darrera, amb Ramon Casas com director artístic i Miquel Utrillo com el literari, Soler fou el director literari i Picasso, l'artístic.
A continuació, un fragment de l'editorial fundacional, redactada al número preliminar, on es van plasmar els principis amb què es fundà el projecte:
| « | «Hacer un periódico con sinceridad es cosa que parece en nuestros días imposible. Pues bien: ARTE JOVEN será un periódico sincero. Sin compromisos, huyendo siempre de lo rutinario, de lo vulgar y procurando romper moldes, pero no con el propósito de crear otros nuevos, sino con el objeto de dejar al artista libre en el campo, libre completamente para que así, con independencia, pueda desarrollar sus iniciativas y mostrarnos su talento. No es nuestro intento destruir nada: es nuestra misión más elevada. Venimos a edificar. Lo viejo, lo caduco, lo carcomido ya caerá por sí sólo, el potente hálito de la civilización es bastante y cuidará de derrumbar lo que le estorbe.» | » |

### Etapes
La revista va tenir dues etapes o èpoques: la inicial va ser a Madrid l'any 1901 i la segona va ser a Barcelona l'any 1909. Les diferències entre una i l'altra són el format (la madrilenya 386x279 mm i la catalana 375x257 mm) i que la segona versió és més modernista i actualitzada respecte a la primera.
Pel que fa a l'estructura formal, el nombre de pàgines eren quadernets de quatre fulls, la maquetació a dues columnes i la periodicitat quinzenal (el dia 15 i 30 de cada mes).
El preu variava segons la fase: a la primera, les publicacions eren més senzilles, per la qual cosa cadascuna costava 15 cèntims (25 si eren revistes de dates més antigues), amb la possibilitat d'una subscripció trimestral (1,50 pessetes), semestral (3 pessetes), anual (5,50 pessetes) per als lectors madrilenys. Per a la resta d'Espanya, hi havia subscripció anual (7 pessetes) i també a l'estranger (8 francs cada any).

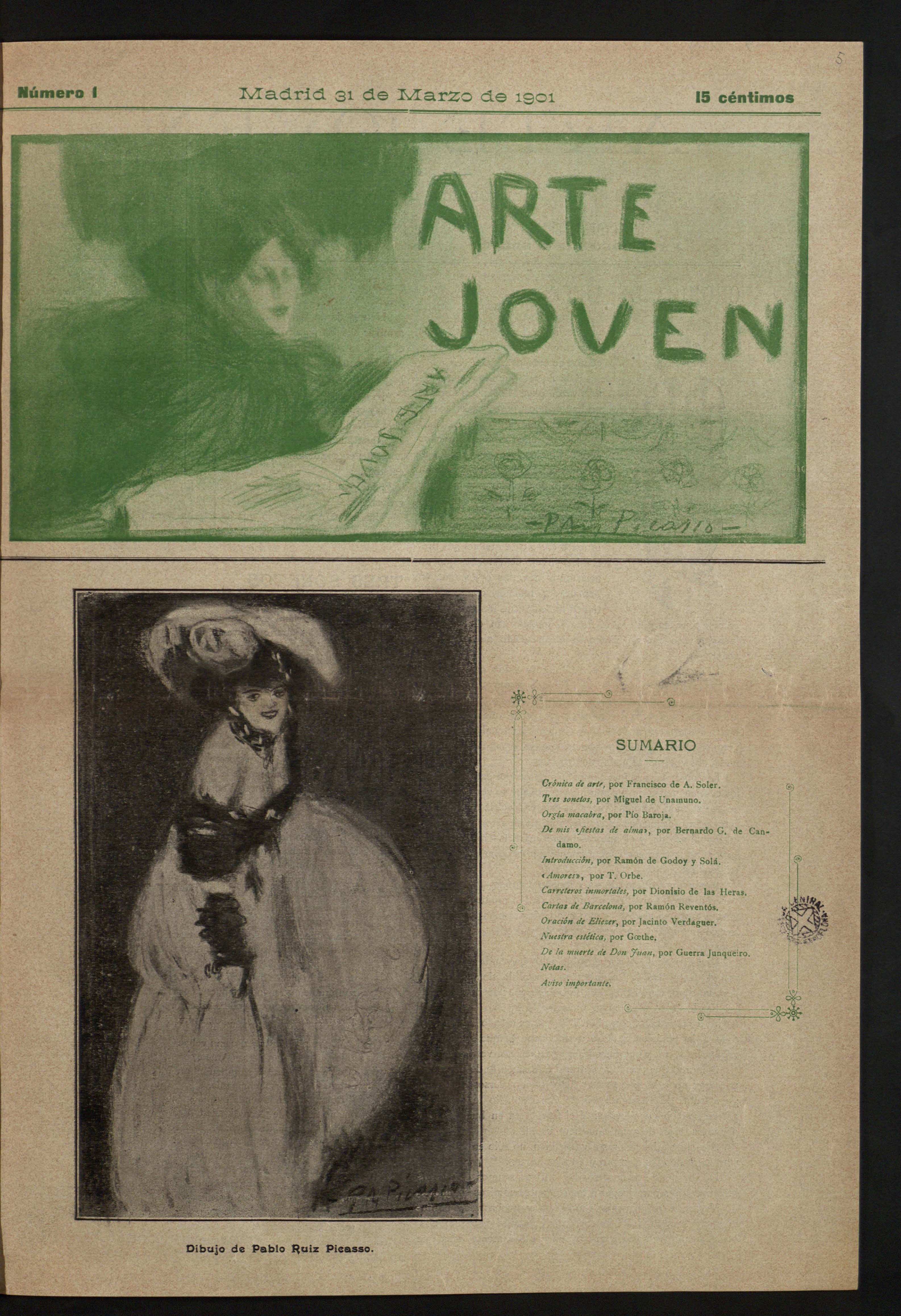
Capçalera del No. 1 (31 de març del 1901).

La segona, però, més moderna i amb millor qualitat gràfica, costava 20 cèntims. També hi havia l'opció de pagar un abonament semestral (de 2,50 pessetes), anual (4,50 pessetes) o des de l'estranger (1 any per 6 francs).

## Història
Tot i la intenció inicial de publicar un número dos cops al mes, finalment no va ser possible. En total, la revista només va tenir sis números, el Preliminar, com núm. 0 i cinc números més. Tots es van publicar al llarg dels mesos de març i juny de l'any 1901, excepte el darrer número, publicat l'any 1909 a Barcelona.
No se saben amb certesa les causes de la paralització temporal, però l'última publicació va servir per tancar un període que va quedar suspès durant vuit anys i per intentar reprendre la revista, encara que sense cap èxit.
La seva curta durada es justifica bàsicament per dos factors: d'una banda, el fracàs en l'intent d'estendre el modernisme català a la capital; d'altra banda, l'escàs finançament del qual disposaven els fundadors, dos joves autors sense gaires recursos en un context regeneracionista (encara molt incipient) de la societat espanyola.

### Contingut i temàtiques
Pel que fa al contingut de la publicació, cada número constava de:
- Capçalera amb un dibuix de Picasso d'una figura femenina llegint (sovint era acompanyada amb altres retrats de dones, fets per pintors com Ricardo Baroja i Isidre Nonell).
- Petit sumari a la portada amb els diversos apartats.
- El text fundacional, solament en l'edició preliminar.
- Contraportada amb publicitat de l'editor Rodríguez Sierra i del bar de tertúlia modernista Els Quatre Gats, a Barcelona.

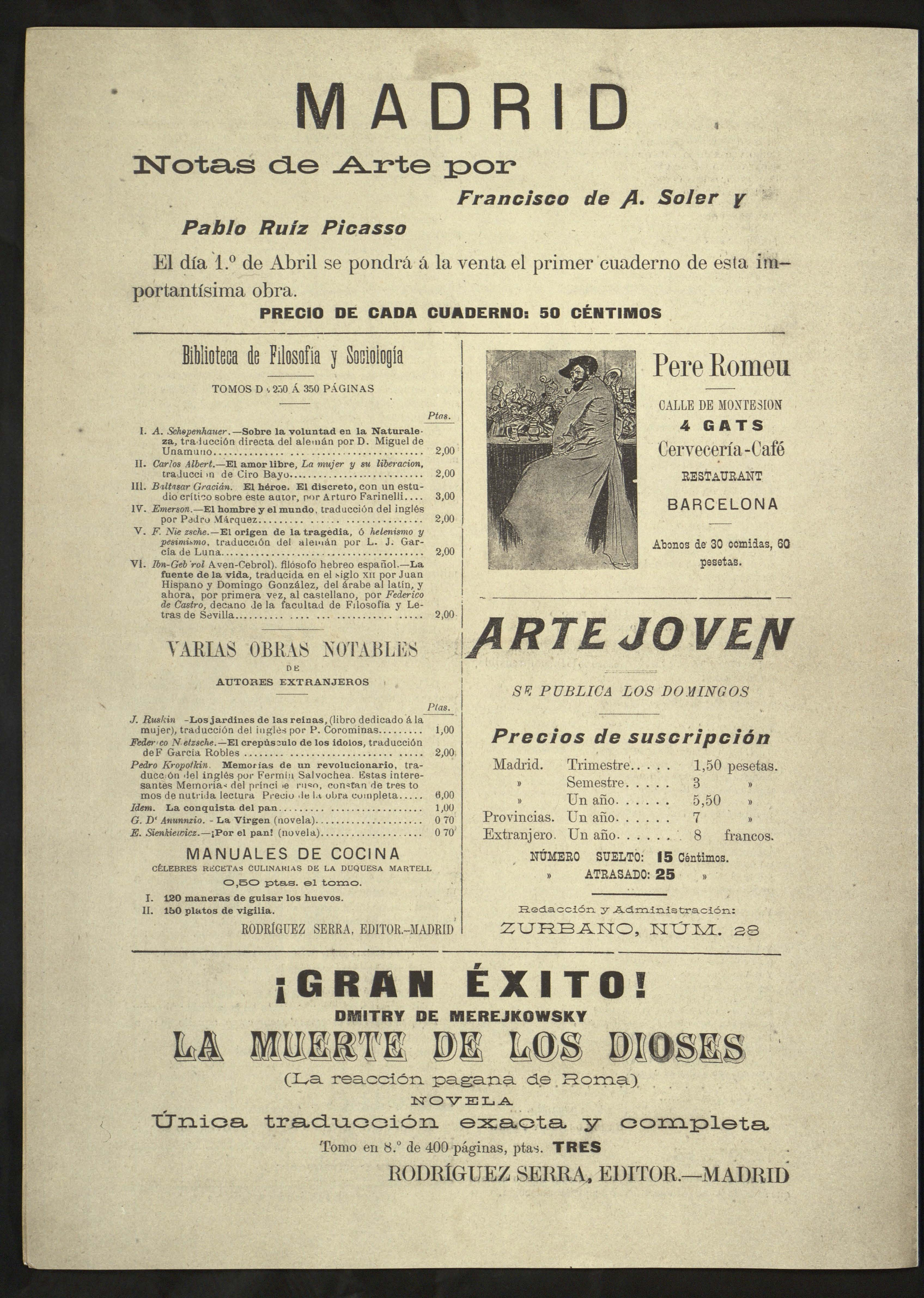
Contraportada del número preliminar i llistat de preus de les publicacions (10 de març de 1901).

## Relació de directors i col·laboradors
A més, segons l'exemplar, hi havia diverses seccions temàtiques en què participaven autors destacats de la Generació del 98:
| SECCIÓ | AUTOR O AUTORS                                                                  |
| --- | ------------------------------------------------------------------------------- |
| Una crònica d'art | Francesc de Assís Soler                                                         |
| Tres sonets sobre la mort, el destí i la infantesa, presents en alguns números                                                     | Miguel de Unamuno                                                               |
| Relats dels col·laboradors sobre diferents temàtiques, com la mort (Orgía macabra), misticisme, religió...                         | Pío Baroja (mort) Jacint Verdaguer (misticisme, religió)                        |
| Traducció del català al castellà del text 'El patio azul'                                                                          | Santiago Rusiñol                                                                |
| Secció Lecturas, i l'article La emoción de la nada                                                                                 | José Martínez Ruiz (conegut com Azorín)                                         |
| Seccions de narracions amoroses i/o eròtiques, centrades en la figura femenina, sexe, prostitució… (com Psicología de la guitarra) | Nicolás Maria López                                                             |
| Secció poètica Gotas de tinta, sobre misticisme                                                                                    | Alberto Lozano                                                                  |
| Relats com Paisaje (núm.2) o Penacho el mentiroso (núm.4)                                                                          | Juan Gualberto Nessi (pseudònim de Ricardo Baroja)                              |
| Altres participacions | Camilo Barniega, Bernardo G. De Candamo i Ramón de Godoy y Sola, entre d'altres |

### Directors i il·lustradors
| Director artístic            | Pablo Ruiz Picasso (marxa en la segona etapa)       |
| Director literari            | Francesc de Assís Soler                             |
| Il·lustradors col·laboradors | Ricardo Baroja, Isidre Nonell, Ricardo Marín Llovet |

## Final
La intencionalitat de Picasso quan va fundar la revista amb Soler va ser difondre a Madrid les corrents modernistes apreses durant la seva estada a Barcelona, on es reuní amb altres intel·lectuals de l'època en les tertúlies i cafeteries (Els 4 Gats, principalment).
Malgrat l'àmplia participació d'autors pertanyents a la coneguda Generació del 98 i l'objectiu d'expressar una necessitat de renovació pedagògica a través de la literatura, realment no es va aconseguir dur a terme amb èxit.
Encara que es va intentar rellançar la revista amb l'ultima edició de 1909 a Barcelona, va fracassar. També cal tenir en compte que Picasso abandonà el projecte original un cop vist el poc èxit que va tenir.